# اوتاگاوا تویوکونی
اوتاگاوا تویوکونی (ژاپنی: 歌川豊国؛ ۱ ژانویهٔ ۱۷۶۹ – ۲۴ فوریهٔ ۱۸۲۵) نقاش، هیزم شکن، تصویرگر، و هنرمند اهل ژاپن بود.